# Grammatostomias dentatus
Grammatostomias dentatus är en fiskart som beskrevs av Goode och Bean, 1896. Grammatostomias dentatus ingår i släktet Grammatostomias och familjen Stomiidae. Inga underarter finns listade i Catalogue of Life.